# Mesophragis inermis
Mesophragis inermis là một loài tò vò trong họ Ichneumonidae.